# Keith Brown (athlétisme)
Pour les articles homonymes, voir Keith Brown (homonymie) et Brown.
Keith Brown (né le 15 juin 1913 et mort le 18 juillet 1991) est un athlète américain, spécialiste du saut à la perche.

## Biographie
Il remporte à deux reprises les championnats de l'Amateur Athletic Union en 1933 et 1934.
Le 1er juin 1935, Keith Brown établit un nouveau record du monde du saut à la perche en franchissant 4,39 m à Boston, améliorant de deux centimètres l'ancienne meilleure marque mondiale détenue par son compatriote William Graber depuis 1932.